# Blesa
Blesa és un municipi d'Aragó a la província de Terol i enquadrat a la comarca de les Conques Mineres. El poble fou conquerit el 1137 als musulmans i el 1430 el rei Alfons el Magnànim obligava ocupar el castell de Blesa i que retornés a la corona.